# 加雷齊亞丁

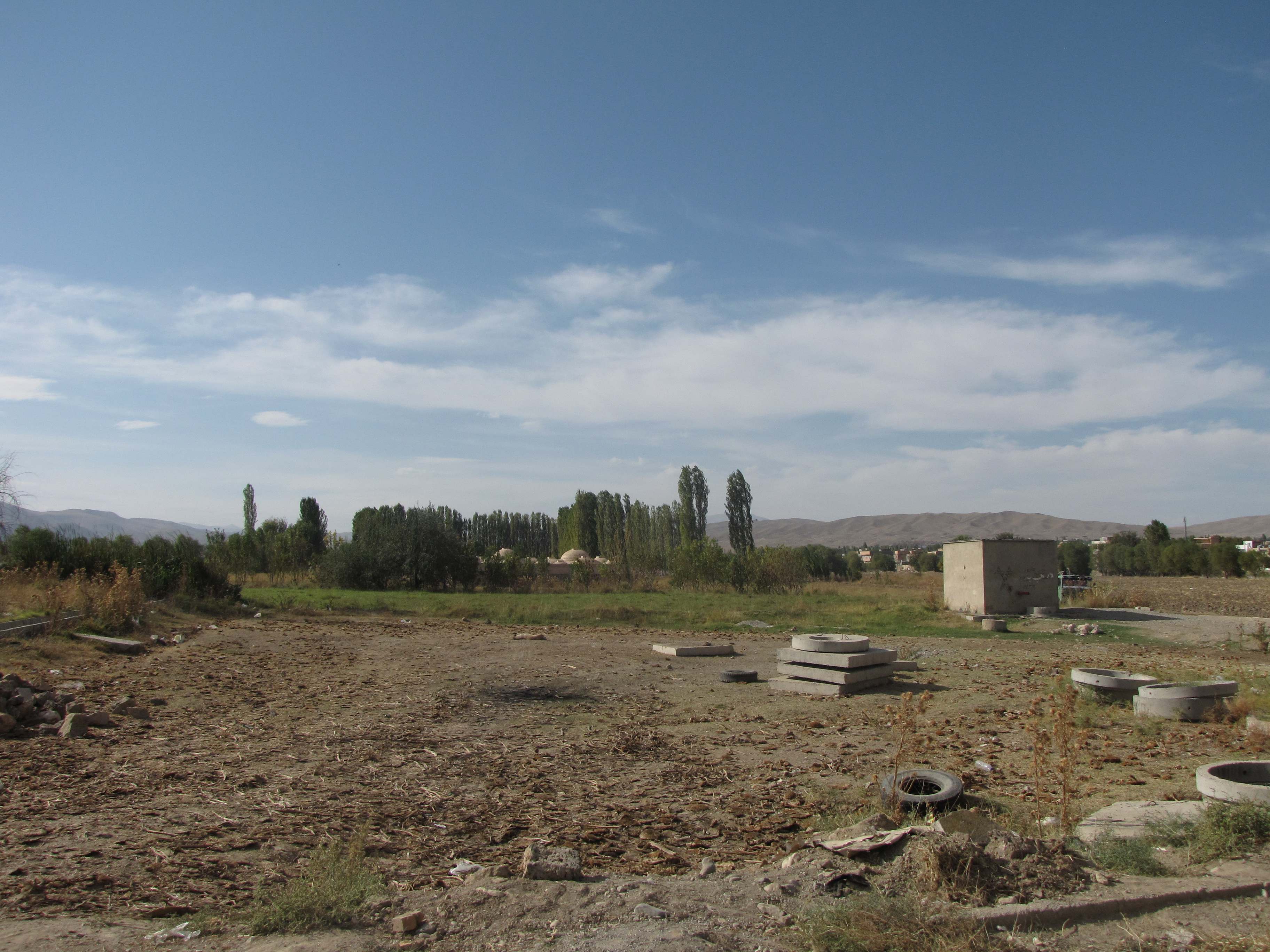
加雷齊亞丁

加雷齊亞丁（波斯語：‎）是伊朗的城市，位於該國西北部，由西阿塞拜疆省負責管轄，距離首府烏爾米耶約145公里，海拔高度1,085米，2006年人口22,589，居民大多數是阿塞拜疆族。

## 外部連結
- "Qareh Zia' od Din Map — Satellite Images of Qareh Zia' od Din" （页面存档备份，存于） Maplandia